# Front islamique d'action
Pour les articles homonymes, voir Front islamique.
 (août 2018).
Si vous disposez d'ouvrages ou d'articles de référence ou si vous connaissez des sites web de qualité traitant du thème abordé ici, merci de compléter l'article en donnant les références utiles à sa vérifiabilité et en les liant à la section « Notes et références ».
Le Front islamique d'action (Jabhat al-'Amal al-Islami) est un parti politique jordanien fondé, sous sa forme actuelle, en 1992. Il s'agit de l'aile politique des Frères musulmans dans ce pays.
La branche jordanienne des Frères musulmans a été créé en 1942. C'est le principal parti d'opposition du pays. C'était le seul parti politique jordanien toléré par le roi Hussein. Ce qui conduit à l'élection de 20 députés des frères musulmans au parlement en 1989.
Le parti refuse de participer aux élections législatives du 4 novembre 1997, pour protester contre la réforme du mode de scrutin. Aux dernières élections législatives du 17 juin 2003, le parti a obtenu 20 sièges sur les 84 à pourvoir. Et comme en Égypte, le parti milite pour que des réformes constitutionnelles soient mises en place. Le parti demande l'indépendance du parlement jordanien, l'abolition du scrutin majoritaire, des réformes économiques et l'adoption de la liberté d’expression.
Le parti refuse à nouveau de participer aux élections législatives de novembre 2010.